# Bersaglio n. 1
Bersaglio n. 1 (Number One with a Bullet) è un film statunitense del 1987 diretto da Jack Smight.

## Trama
Dopo una serie di incidenti durante le loro operazioni sotto copertura, i due detective della Narcotici Hazeltime e Barzack si rendono conto che c'è una talpa nel loro dipartimento e sospettano del loro capitano, che non dà loro tregua. 
Hazeltime è determinato a dimostrare che un rispettato uomo d'affari è il capo dell'organizzazione criminale dedito alla droga. 
Ma il suo partner Barzack, è d'accordo con l'intero resto delle forze di polizia: Hazeltime è fuori di testa.